# Лемир, Джефф
Джефф Лемир (англ. Jeff Lemire; род. 21 марта 1976 год, графство Эссекс, Онтарио, Канада) — автор комиксов, наиболее известный следующими произведениями: Графство Эссекс. Трилогия, The Nobody, Sweet Tooth, Чёрный молот, а также работой над сериями: Animal Man, Зелёная Стрела, Соколиный глаз, Extraordinary X-Men, Лунный Рыцарь, Старик Логан, Бладшот, Descender и Plutona.

## Биография
Джефф Лемир родился и вырос в небольшом фермерском городке графства Эссекс близ озера Сент-Клэр, Онтарио. Лемир поступил в кинематографическую школу, но решил заниматься комиксами, когда осознал, что процесс кинопроизводства не очень подходит его склонной к одиночеству личности.

## Карьера

### Ранние работы
После публикации самиздата Lost Dogs в 2005 году, Лемир обрёл прибежище в издательской компании Top Shelf Productions.
Лемир публикует научно-фантастический стрип Fortress в ежеквартальном журнале UR Magazine.
В 2006 году работы Лемира были представлены на международном симпозиуме, который собрал художников, учёных, кураторов, издателей, библиотекарей, критиков и писателей в Центре искусств Банфа в Канаде. Работы Лемира были частью выставки центра под названием «Комикс мания», выставка демонстрировала канадские комиксы и фантастику.

### Essex County Trilogy
Лемир написал и проиллюстрировал трилогию Графства Эссекс для издательства Top Shelf Productions с 2008 по 2009 год, впоследствии эта работа автора была удостоена премии Айснера и номинации на премию Харви.
В июне 2011 была анонсирована съёмка кино адаптации Графства Эссекс под названием Super Zero, режиссёром выступает известный постановщик спецэффектов, Джон Дайкстра.
В 2012 году издательство Top Shelf Productions опубликовало новую работу Лемира The Underwater Welder, получившую признание критиков.
В декабре 2015 года, было объявлено о том, что киностудия First Generation Films выкупила права на экранизацию Графства Эссекс, чтобы адаптировать этот комикс в телевизионный сериал на канадском CBC Television. Аарон Мартин был заявлен, как сценарист и шоураннер, а Джефф Лемир должен выступить в роли исполнительного продюсера.

### The Nobody
В 2009 году импринт DC Comics Vertigo опубликовал новый комикс Лемира The Nobody, чёрно-белый рассказ о поиске идентичности, страхе и паранойе в тесном сообществе небольшого городка.

### Sweet Tooth
Лемир написал и выступил художником серии Sweet Tooth от Vertigo. 4-го июня 2021 года произошла премьера адаптации этого комикса в виде сериала Netflix из восьми эпизодов, одними из продюсеров проекта выступили Сьюзан и Роберт Дауни (младший) под крышей собственной компании Team Downey.

### Работа в DC Comics
В декабре 2010 года Лемир подписал эксклюзивный контракт с DC Comics. Джефф написал ваншот Brightest Day: Atom с турецким художником Mahmud Asrar. Этот ваншот должен был сыграть роль своеобразного сюжетного трамлина для участия персонажа Атома в серии Adventure Comics. Также Лемир перезапустил серию Superboy с участием персонажа Кента Коннера. Во время работы над серией Flashpoint Лемир также написал мини-серию Frankenstein and the Creatures of the Unknown, а затем онгоинги Animal Man и Frankenstein, Agent of S.H.A.D.E. в рамках вселенной New 52.
Позднее Джефф Лемир взял на себя обязанности по работе над Тёмной Лигой Справедливости, начиная с 9-го выпуска, передав Frankenstein, Agent of S.H.A.D.E. новичку Мэту Киндту. В 2012 Лемир продолжил писать для серии Animal Man, включая совместную работу со Скотом Снайдером (Болотная тварь) над кроссовером Rotworld. В феврале 2013 года заменил Энн Носенти в работе над Зелёной Стрелой. Работа Лемира над тайтлом Зелёной стрелы была высоко оценена, как критиками, так и фанатским сообществом, закончившись только в сентябре 2014 года.
Лемир выступил в роли художника для истории Рип Хантера в комиксе Time Warp #1 (май 2013), который был написан Деймоном Линделофом и издан Vertigo.
В 2014 Лемир присоединился к коллективу авторов (Брайн Азарелло, Keith Giffen, Dan Jurgens) для совместной работы над The New 52: Futures End, новой еженедельной серией, события которой развиваются спустя пять лет после событий New 52. Она выходила с мая 2014 по апрель 2015.
Лемир написал Teen Titans: Earth One, оригинальную графическую новеллу с рисунком Терри и Рэйчел Добсон, опубликованную DC Comics в ноябре 2014 года.

### Работа в Marvel Comics
После истечения срока контракта с DC Comics Лемир начал работать и с другими издательствами. В 2014 году на Комик-Коне в Нью-Йорке было объявлено о том, что Лемир начнёт работу над All-New Hawkeye, своим первым тайтлом под крышей Marvel Comics. Впоследствии вышел ран из пяти выпусков, закончившийся в сентябре 2015 года перед перезапуском серии в рамках All-New All-Different Marvel.
В апреле 2015 года поступила информация о заключении эксклюзивного контракта между Лемиром и Marvel, который ограничил Джеффа в создании новых авторских серий под крылом таких издательств, как: Image Comics, Dark Horse Comics и Valiant Comics.
В июне 2015 года было объявлено о том, что Лемир начнёт работу сразу над тремя сериями в рамках All-New All-Different Marvel: Hawkeye, Extraordinary X-Men и Old Man Logan. Три месяца спустя поступила информация, что Лемир возьмёт в работу перезапуск серии Moon Knight.
Extraordinary X-Men, заявленные как новый флагман тайтла X-Men стартовали в ноябре 2015 года. В том же месяце дебютировал All-New Hawkeye, продолжив сюжетную линию предыдущего рана за авторством Лемира. Old Man Logan запустился в январе 2016 года.

### Работа в Valiant Entertainment
В декабре 2014 года Лемир запустил The Valiant в соавторстве с Мэттом Киндтом, лимитированную серию из четырёх выпусков с участием персонажей из различных серий издательства. Первая работа Лемира в Valiant создала новую основу для дальнейшего развития комикс вселенной этого издательства.
Развивая линии персонажей Valiant, Лемир начинает работу над онгоингом Bloodshot Reborn, первый выпуск которого увидел свет в апреле 2015 года. Лемир раскрывает Бладшота в рамках более эмоционально окрашеной истории, нежели предыдущие комиксы этого тайтла.

### Descender
В марте 2015 года Лемир запускает Descender, собственную научно-фантастическую серию от Image Comics. Онгоинг повествует о роботе по имени Tim-21 и его космических приключениях. Descender — это первый собственный онгоинг Лемира, в котором он не выступал также и в роли художника. Descender состоит из тридцати двух выпусков, выходивших с марта 2015 года до июля 2018. Серия сиквела начала выходить спустя десять лет в апреле 2019 года.
В январе 2015 года Sony Pictures Entertainment приобрела права на экранизацию Descender на конкурентных торгах.

### Black Hammer
В июле 2014 года издательство Dark Horse Comics анонсировало новую авторскую серию комиксов от Джеффа Лемира и художника Дина Ормстона под названием Black Hammer, запуск серии был назначен на март 2015 года. Но в апреле 2015 года Лемир сообщил о задержке запуска по причине случившегося у Дина Ормстона кровоизлияния в мозг. В феврале 2016 года было объявлено о переносе запуска серии на июль этого же года. Уже в 2017 году Чёрный молот получил премию Айснера в номинации «Лучшая новая серия».
В 2017 году Лемир запустил The World of Black Hammer, серию спин-оффов Чёрного молота. По состоянию на январь 2019 года The World of Black Hammer насчитывает уже четыре спин-офф тайтла: Sherlock Frankenstein and the Legion of Evil, Doctor Star and the Kingdom of Lost Tomorrows, The Quantum Age, и Black Hammer ’45.
В ноябре 2018 года кинокомпания Legendary Pictures приобрела права на адаптацию серии Чёрный молот. Лемир и Ормстон должны были взять на себя функции исполнительных продюсеров, но в каком именно виде будет выполнена экранизация пока не сообщается.

### Plutona
Plutona — это лимитированная серия комиксов из пяти выпусков от издательства Image Comics, которая была выпущена в сентябре 2015 года и хорошо принята критиками. Серия повествует о группе детей, нашедших в лесу тело мёртвого супергероя.

### RoughneckиA.D.: After Death
В сентябре 2013 года издательство Simon & Schuster приобрело права на новую графическую новеллу Лемира Roughneck для того, чтобы опубликовать её только в октябре 2016 года. Новелла, которую Лемир написал, а также собственоручно нарисовал и раскрасил, повествует о находящемся в депрессии бывшем хоккейном игроке, к которому приезжает его сестра. Сравнивая Roughneck c Графством Эссекс, комиксом, очень тепло принятым в мире мейнстримовой литературы, Лемир заявил, что выбрал Simon & Schuster, потому что хотел найти издательство, которое подчеркнуло бы статус Roughneck именно, как графической новеллы, а не комикса, выделив таким образом её авторский статус.
A.D.: After Death — графическая новелла, которая была написана Скотом Снайдером, Джефф Лемир выступил только в роли художника. Новелла вышла в ноябре 2016 года.

### Secret Path
В 2016 году Лемир работал совместно с музыкантом Гордом Дауни над Secret Path, графической новеллой-аккомпанементом к вышедшему с таким же названием сольному музыкальному альбому Дауни.

### Royal City
В марте 2017 года Лемир выпустил новый онгоинг под названием Royal City под крылом издательства Image Comics, выступив в роли автора и художника. Серия повествует о семье Пайков, живущих в Royal City, где их преследует призрак.

### Cosmic Detective
4-го мая 2020 года Джефф Лемир и Мэтт Киндт объявили об открытии сбора средств на их новый комикс Cosmic Detective, в котором они выступят в роли сценаристов, а художником станет Дэвид Рубин.

### Награды
Лемир выиграл премию Xeric в 2005 году за Lost Dogs. В 2008 году Лемиром была получена премия Alex за первый том Графства Эссекс. Затем Лемир получил премию Joe Shuster, как выдающийся мультипликатор и премию Doug Wright Award, как лучший новый талант. 2013 год ознаменовался для Лемира получением ещё одной премии Joe Shuster Award, и вновь, как лучшему мультипликатору, уже за работу над Sweet Tooth и The Underwater Welder. За работу над Чёрным молотом Лемир получил премию Айснера в 2017 году.

### Личная жизнь
По состоянию на 2009 год Джефф Лемир живёт в Торонто, провинция Онтарио, Канада. Женат, воспитывает сына.

#### Ранние работы
- Ashtray #1-2 (writer/artist, Ashtray Press, 2003)
- Lost Dogs (writer/artist, graphic novel, Ashtray Press, 2005; republished by Top Shelf Productions in 2012)
- Beowulf #6-7 (writer/artist, Speakeasy Comics, 2006)
- The Fortress (writer/artist, strip in UR Magazine, 2006)
- Bio-Graphical (writer/artist, strip in Driven, 2008)

#### Top Shelf Productions
- The Complete Essex County (hc, 512 pages, 2009, ISBN 1-60309-046-0; tpb, 2009, ISBN 1-60309-038-X) collects:
  - Tales from the Farm (writer/artist, graphic novel, tpb, 112 pages, 2007, ISBN 1-891830-88-0)
  - Ghost Stories (writer/artist, graphic novel, tpb, 224 pages, 2007, ISBN 1-891830-94-5)
  - The Essex County Boxing Club (writer/artist, one-shot, 2008)
  - The Sad and Lonely Life of Eddie Elephant Ears: A Tale from Essex County (writer/artist, one-shot, 2008)
  - The Country Nurse (writer/artist, graphic novel, tpb, 128 pages, 2008, ISBN 1-891830-95-3)
- Awesome 2: Awesomer: «The Horseless Rider» (writer/artist, anthology graphic novel, tpb, 200 pages, 2009, ISBN 1-60309-039-8)
- The Underwater Welder (writer/artist, graphic novel, tpb, 224 pages, 2012, ISBN 1-6030-9074-6)

#### Vertigo
- The Nobody (writer/artist, graphic novel, hc, 144 pages, 2009, ISBN 1-4012-2080-0)
- Sweet Tooth (Vertigo)|Sweet Tooth (writer/artist, 2009—2012) collected as:
  - Out of the Deep Woods (collects #1-5, tpb, 128 pages, 2010, ISBN 1-4012-2696-5)
  - In Captivity (collects #6-11, tpb, 144 pages, 2010, ISBN 1-4012-2854-2)
  - Animal Armies (collects #12-17, tpb, 144 pages, 2011, ISBN 1-4012-3170-5)
  - Endangered Species (collects #18-25, tpb, 176 pages, 2012, ISBN 1-4012-3361-9)
  - Unnatural Habit (collects #26-32, tpb, 160 pages, 2012, ISBN 1-4012-3723-1)
  - Wild Game (collects #33-40, tpb, 200 pages, expected June 25, 2013, ISBN 1-4012-4029-1)
- House of Mystery (Vertigo)|House of Mystery #18: «The Tale of Brutus the Bold» (a, with Matthew Sturges, 2009) collected in Volume 4 (tpb, 160 pages, 2010, ISBN 1-4012-2756-2)
- Strange Adventures: «Ultra the Multi-Alien: The Life and Death of Ace Arn» (writer/artist, one-shot, 2011)
- Jonah Hex #69: «The Old Man» (a, with Justin Gray and Jimmy Palmiotti, 2011) collected in Bury Me in Hell (tpb, 224 pages, 2011, ISBN 1-4012-3249-3)
- Trillium (Vertigo)|Trillium (writer/artist, eight-issue limited series, August 2013-April 2014)
  - Trillium (tpb, 192 pages, 2014, ISBN 1-4012-4900-0) collects:
    - «The Scientist/The Soldier» (in #1, 2013)
    - «Binary Systems» (in #2, 2013)
    - «Telemetry» (in #3, 2013)
    - «Entropy» (in #4, 2014)
    - «Starcrossed» (in #5, 2014)
    - «Escape Velocity» (in #6, 2014)
    - «All the Shadows Have Stars in Them…» (in #7, 2014)
    - «Two Stars Become One» (in #8, 2014)

#### DC Comics
- Atom (comics)|Atom:
  - Brightest Day: Atom: «Nucleus, Prologue» (w, with Mahmud Asrar, one-shot, 2010)
  - Adventure Comics (w, with Mahmud Asrar, co-feature):
    - «Splitting the Atom» (in #516, 2010)
    - «Atom Strange» (in #517, 2010)
    - «We are All Atoms» (in #518, 2010)
    - «Colonized» (in #519, 2010)
    - «Atom-Ant» (in #520, 2011)
    - «Weapons of Mass-Reduction» (in #521, 2011)

  - Atom (Ray Palmer)|Giant-Size Atom: «Nucleus, Conclusion» (w, with Mahmud Asrar, Allan Goldman and Robson Rocha, one-shot, 2011)
- Action Comics vol. 1 #892, «A look at things to come in… Superboy» (with Pier Gallo, 2010)
- Superboy vol. 5 (November 2010-July 2011)
  - Superboy: Smallville Attacks #1-11 (tpb, 256 pages, 2011, ISBN 1-4012-3251-5)
- Flashpoint: Frankenstein and the Creatures of the Unknown #1-3 (w, with Ibraim Roberson, 2011) collected in Flashpoint: The World of Flashpoint Featuring Green Lantern (tpb, 232 pages, 2012, ISBN 1-4012-3406-2)
- Animal Man (comic book)|Animal Man vol. 2 (w, September 2011-March 2014)
  - Volume 1: The Hunt #1-6 (tpb, 144 pages, 2012, ISBN 1-4012-3507-7)
  - Volume 2: Animal vs. Man #7-11 (tpb, 160 pages, 2012, ISBN 1-4012-3800-9)
  - Volume 3: Rotworld: The Red Kingdom #12-17 (tpb, 232 pages, 2013, ISBN 1-4012-4262-6)
  - Volume 4: Splinter Species #18-23 (tpb, 144 pages, 2014, ISBN 1-4012-4644-3)
  - Volume 5: Evolve or Die! #24-29 (tpb, 144 pages, 2014, ISBN 1-4012-4994-9)
- Frankenstein, Agent of S.H.A.D.E. (w, with Alberto Ponticelli, 2011—2012) collected as:
  - War of the Monsters (collects #1-6, tpb, 144 pages, 2012, ISBN 1-4012-3471-2)
  - Son of Satan’s Ring (collects #7-9, tpb, 144 pages, 2013, ISBN 1-4012-3818-1)
- Batman: Legends of the Dark Knight #1: «The Butler Did It» (a, with Damon Lindelof, 2012)
- Men of War #8 (w, with Matt Kindt and Thomas Derenick, 2012) collected in Men of War: Uneasy Company (tpb, 256 pages, 2012, ISBN 1-4012-3499-2)
- Justice League Dark (w, May 2012-August 2013)
  - Volume 2: The Books of Magic #7-13 (tpb, 224 pages, 2013, ISBN 1-4012-4024-0)
  - Volume 3: The Death of Magic #12-21 (tpb, 192 pages, 2014, ISBN 1-4012-4245-6)
  - Trinity War|Justice League: Trinity War (tpb, 320 pages, 2014, ISBN 1-4012-4519-6) collects:
    - «Trinity War» (with Mikel Janín, in #22-23, 2013)
- National Comics: Kid Eternity (w, with Cully Hamner, one-shot, 2012)
- Green Arrow vol. 5 (w, February 2013-August 2014)
  - Volume 4: The Kill Machine #17-24 (tpb, 208 pages, 2014, ISBN 1-4012-4690-7)
  - Volume 5: The Outsiders War #25-31 (tpb, 176 pages, 2014, ISBN 1-4012-5044-0)
  - Volume 6: Broken #32-34 (tpb, 128 pages, 2015, ISBN 1-4012-5474-8)
- Constantine (w, March 2013-June 2013)
  - Volume 1: The Spark and the Flame #1-6 (tpb, 144 pages, 2014, ISBN 1-4012-4323-1)
- Batman Black and White #2, «Winter’s End» (with Alex Niño, October, 2013) collected in Volume 4 (hc, 288 pages, 2014, ISBN 1-4012-4643-5)
- Justice League United (April 2014-March 2015) (w):
  - Volume 1: Justice League Canada #0-5 (hc, 192 pages, 2015, ISBN 1-4012-5235-4)
  - Volume 2: The Infinitus Saga #6-10 (hc, 232 pages, 2015, ISBN 1-4012-5766-6)
- The New 52: Futures End (w, April 2014-April 2015)
  - Volume 1 #0-17 (tpb, 416 pages, 2014, ISBN 1-4012-5244-3)
  - Volume 2 #18-30 (tpb, 304 pages, 2015, ISBN 1-4012-5602-3)
  - Volume 3 #31-48 (tpb, 408 pages, 2015, ISBN 1-4012-5878-6)
- Batman/Superman #10, «Enter the Microverse» (w, with Karl Kerschl and Scott Hepburn, May, 2014) collected in Second Chance (hc, 160 pages, 2015, ISBN 1-4012-5424-1)
- Teen Titans|Teen Titans: Earth One (w, with Terry Dodson, graphic novel, hc, 144 pages, November, 2014, ISBN 1-4012-4556-0)
- Hawkman: Found #1 (with Bryan Hitch and Kevin Nowlan, December 2017)
- Joker: Killer Smile (with Andrea Sorrentino, October 2019-February 2020, limited)
- The Question (comics)|The Question: The Deaths of Vic Sage (with Denys Cowan and Bill Sienkiewicz, November 2019-ongoing)

#### Marvel Comics
- Strange Tales II #1: «A Civilized-Thing» (writer/artist, 2010, collected in ST2, hc, 144 pages, 2011, ISBN 0-7851-4822-1; tpb, 2011, ISBN 0-7851-4823-X)
- All-New Hawkeye vol. 1 (March 2015-September 2015)
  - Volume 5: All-New Hawkeye (tpb, 112 pages, 2015, ISBN 0-7851-9403-7) collects:
    - «Wunderkammer» (w, with Ramon K. Perez, in #1-5, 2015)
- All-New Hawkeye vol. 2 #1-6 (w, with Ramon K. Perez, November 2015-April 2016)
  - Volume 6: Hawkeyes #1-6 (tpb, 136 pages, 2016, ISBN 0-7851-9946-2)
- Extraordinary X-Men #1-20 (w, November 2015-March 2017)
  - Volume 1: X-Haven #1-5 (with Humberto Ramos, tpb, 120 pages, ISBN 0-7851-9934-9, 2016)
  - Volume 2: Apocalypse Wars #6-12 (with Victor Ibáñez and Humberto Ramos, tpb, 168 pages, 2016, ISBN 0-7851-9935-7)
  - Volume 3: Kingdoms Fall #13-16, Annual (with Victor Ibáñez, tpb, 128 pages, 2017, ISBN 0-7851-9936-5)
  - Volume 4: IvX #17-20 (with Eric Koda, Victor Ibáñez, Andrea Sorrentino, tpb, 112 pages, 2017, ISBN 0-7851-9937-3)
- Old Man Logan vol. 2 #1-24 (w, January 2016-May 2017)
  - Volume 1: Berzerker #1-4 (tpb, 128 pages, 2016, ISBN 0-7851-9620-X)
  - Volume 2: Bordertown #5-8 (tpb, 112 pages, 2016, ISBN 0-7851-9621-8)
  - Volume 3: The Last Ronin #9-13 (tpb, 112 pages, 2017, ISBN 1-30290-314-4)
  - Volume 4: Old Monsters #14-18 (tpb, 112 pages, 2017, ISBN 1-30290-573-2)
  - Volume 5: Past Lives #19-24 (tpb, 136 pages, 2017, ISBN 1-30290-574-0)
- Moon Knight vol. 8 #1-14 (w, April 2016-May 2017)
  - Volume 1: Lunatic #1-5 (tpb, 120 pages, 2016, ISBN 0-7851-9953-5)
  - Volume 2: Reincarnations #6-9 (tpb, 112 pages, 2017, ISBN 0-7851-9954-3)
  - Volume 3: Birth and Death #10-14 (tpb, 112 pages, 2017, ISBN 1-30290-288-1)
- Death of X (w, 4-issue limited series, with Charles Soule, Aaron Kuder and Javier Garrón, October-November 2016) collected in Death of X (tpb, 136 pages, 2017, ISBN 1-30290-337-3)
- Thanos vol. 2 #1-11 (w, November 2016-October 2017)
  - Volume 1: Thanos Returns #1-6 (tpb, 136 pages, 2017, ISBN 1-30290-557-0)
  - Volume 2: The God Quarry #7-11 (tpb, 112 pages, 2018, ISBN 9781302905583)
- Inhumans vs. X-Men (w, 6-issue limited series, with Charles Soule, Leinil Francis Yu and Javier Garrón, December 2016-March 2017) collected in Inhumans Vs. X-Men (hc, 208 pages, 2017, ISBN 1-30290-653-4)
- Sentry vol. 3 #1-5 (w, with Kim Jacinto and Joshua Cassara June 2018-October 2018)
  - Sentry: Man of Two Worlds #1-5 (tpb, 112 pages, 2018, ISBN 1-30291-338-7))

#### Image Comics
- Outlaw Territory Volume 2: «Coffin for Mr. Bishell» (a, with Joshua Hale Fialkov, anthology graphic novel, tpb, 240 pages, 2011, ISBN 1607063212)
- The CBLDF Presents Liberty Annual '11: «Being Normal» (a, with Mark Waid, 2011)
- Descender #1-32 (w, with Dustin Nguyen, March 2015-July 2018)
  - Volume 1: Tin Stars #1-6 (tpb, 160 pages, 2015, ISBN 1632154269)
  - Volume 2: Machine Moon #7-11 (tpb, 116 pages, 2016, ISBN 1632156768)
  - Volume 3: Singularities #12-16 (tpb, 128 pages, 2016, ISBN 1632158787)
  - Volume 4: Orbital Mechanics #17-21 (tpb, 120 pages, 2017, ISBN 1534301933)
  - Volume 5: Rise of The Robots #22-26 (tbp, 120 pages, 2018 ISBN 1534303456)
  - Volume 6: The Machine War #27-32 (tbp, 120 pages, 2018 ISBN 9781534306905)
- Ascender #1- (April 2019-)
- Plutona #1-5 (w, with Emi Lenox, five-issue miniseries, September 2015-January 2016) collected in Plutona (tpb, 152 pages, 2016, ISBN 1632156016)
- A.D. After Death Book #1-3 (a, with Scott Snyder, 3 books, November 2016-May 2017) collected in A.D. After Death (hc, 256 pages, 2017, ISBN 163215868X)
- Royal City #1-14 (w/a, March 2017 — August 2018)
  - Volume 1: Next of Kin #1-5 (tpb, 160 pages, 2017, ISBN 153430262X)
  - Volume 2: Sonic Youth #6-10 (tpb, 128 pages, 2018, ISBN 1534305521)
  - Volume 3: We All Float On #11-14 (tpb, 120 pages, 2018, ISBN 9781534308497)
- Gideon Falls #1-27 (w, with Andrea Sorrentino, March 2018 — December 2020)
  - Volume 1: The Black Barn #1-6 (tpb, 160 pages, 2018, ISBN 1534308520)
  - Volume 2: Original Sins #7-11 (tpb, 136 pages, 2019, ISBN 1534310673)
  - Volume 3: Stations of The Cross #12-16 (tpb, 136 pages, 2019, ISBN 1534313443)
- Family Tree #1-…(w, with Phil Hester, November 2019-ongoing)

#### Dark Horse Comics
- Noir: A Collection of Crime Comics: «The Old Silo» (w/a, anthology graphic novel, tpb, 104 pages, 2009, ISBN 1595823581)
- The World of Black Hammer
  - Black Hammer #1-13 (w, with Dean Ormston, June 2016 — September 2017)
    - Black Hammer — Volume 1: Secret Origins #1-6 (tbp, 184 pages, 2017, ISBN 1616557869)
    - Black Hammer — Volume 2: The Event #7-11, #13 (tbp, 176 pages, 2017, ISBN 1506701981)

  - Black Hammer: Age of Doom #1-12 (w, with Dean Ormston, April 2018 — September 2019)
    - Black Hammer — Volume 3: Age of Doom, Part One #1-5 (tpb, 136 pages, 2019, ISBN 1506703895)
    - Black Hammer — Volume 4: Age of Doom, Part Two #6-12 (tpb, 192 pages, 2019, ISBN 1506708161)

  - Black Hammer: Streets of Spiral (tpb, 128 pages, 2019, ISBN 1506709419) collecting:
    - Black Hammer: Giant Sized Annual (w, one-shot, with Dustin Nguyen, Emi Lenox, Nate Powell, Matt Kindt, and Ray Fawkes, January 2017)
    - Black Hammer: Cthu-Louise (w, one-shot, with Emi Lenox, December 2018)
    - «Horrors to Come» (w, short story, with David Rubín in Free Comic Book Day 2019: Stranger Things / Black Hammer, May 2019)
    - The World of Black Hammer Encyclopedia (w, one-shot, with Tate Brombal and various artists, July 2019)

  - Black Hammer / Justice League: Hammer of Justice! #1-5 (w, limited series, with Michael Walsh, July 2019 — November 2019) collected in 'Black Hammer / Justice League: Hammer of Justice! (hc, 168 pages, 2020, ISBN 1506710999)
  - Sherlock Frankenstein and the Legion of Evil #1-4 (w, limited series, with David Rubín, October 2017 — January 2018) collected with Black Hammer #12 in Sherlock Frankenstein and the Legion of Evil (tbp, 152 pages, 2018, ISBN 150670526X)
  - Doctor Star and the Kingdom of Lost Tomorrows #1-4 (w, limited series, with Max Fiumara, March-June 2018) collected in Doctor Star and the Kingdom of Lost Tomorrows (tbp, 128 pages, 2018, ISBN 1506706592)
  - The Quantum Age #1-6 (w, limited series, with Wilfredo Torres, July 2018 — January 2019) collected in The Quantum Age (tbp, 176 pages, 2019, ISBN 1506708412)
  - Black Hammer ’45 #1-4 (w, limited series, with Ray Fawkes and Matt Kindt, March 2019 — June 2019) collected in Black Hammer ’45 (tbp, 120 pages, 2019, ISBN 1506708501)
  - Skulldigger + Skeleton Boy #1-6 (w, limited series, with Tonci Zonjic, December 2019 — present)

#### Другие издательства
- Roughneck (w/a, graphic novel, 272 pages, Simon & Schuster, 2017, ISBN 1501160990)
- Valiant Comics:
  - The Valiant (w, 4-issue limited series, with Matt Kindt and Paolo Rivera, December 2014-March 2015) collected in The Valiant (tpb, 112 pages, 2015, ISBN 1939346606)
  - Bloodshot Reborn #0-18, Annual #1 (w, April 2015-October 2016)
    - Volume 1: Colorado #1-5 (with Mico Suayan and Raúl Allén, tpb, 144 pages, 2015, ISBN 1939346673)
    - Volume 2: The Hunt #6-9 (with Butch Guice, tpb, 112 pages, 2016, ISBN 1939346827)
    - Volume 3: The Analog Man #10-13 (with Lewis LaRosa, tpb, 112 pages, 2016, ISBN 1682151336)
    - Volume 4: Bloodshot Island #14-18, Annual #1 (with Mico Suayan and Tomás Giorello, tpb, 192 pages, 2017, ISBN 1682151670)

  - Book of Death: The Fall of Bloodshot #1 (w, with Doug Braithwaite, July 2015) collected in Book of Death: The Fall of the Valiant Universe (tpb, 112 pages, 2016, ISBN 1939346983)
  - 4001 AD: Bloodshot #1 (w, with Doug Braithwaite, June 2016), collected in 4001 A.D.: Beyond New Japan (tpb, 112 pages, 2016, ISBN 1682151468)
  - Bloodshot U.S.A. #1-4 (w, with Doug Braithwaite, October 2016 — January 2017) collected in Bloodshot U.S.A. (tpb, 112 pages, 2017, ISBN 1682151956)
  - Divinity III: Komandar Bloodshot #1 (w, with Clayton Crain, December 2016) collected in Divinity III: Heroes of the Glorious Stalinverse (tpb, 112 pages, 2017, ISBN 1682152073)
  - Bloodshot Salvation #1-12 (September 2017 — August 2018)